# Kniphofia pumila
Kniphofia pumila es una planta herbácea de la familia Xanthorrhoeaceae. Es originaria de África.

## Descripción
Es una planta herbácea perennifolia de pequeño bulbo  con raíces poco carnosas de 3-4 mm de diámetro. Las hojas son lineares, de 30-100 cm de largo, y 1-2 cm de ancho hacia la base, quilla de manera prominente. La inflorescencia de 50-150 cm de altura; en forma de racimo muy denso, de 4 a 15 cm de largo, y 2-5 cm de ancho, con brácteas fértiles lanceoladas a ovado-lanceoladas, de 6-10 mm de largo, 1-2 mm de ancho en la base, acuminadas en el ápice. Flores de color amarillo a amarillo-naranja o rojo; el perianto en forma de tubo acampanado, de 9.19 mm de largo, 2 mm de ancho alrededor del ovario, ligeramente por encima de la constricción de ovario, de 6-7 mm de ancho en la boca; estambres exertos de 10-13 mm, filamentos de color amarillo a rojo, las anteras de color naranja o rojo, estilo exerto de 13-15 mm cápsulas ovoides a globosas, de 6-10 mm de largo, 6-8 mm de ancho.

## Distribución
Se encuentra en la República Democrática del Congo, Etiopía, Sudán y Etiopía

## Taxonomía
Kniphofia pumila fue descrita por  (Aiton) Kunth y publicado en Enumeratio Plantarum Omnium Hucusque Cognitarum 4: 552, en el año 1843.
Sinonimia
- Aletris pumila Aiton
- Kniphofia abyssinica (DC.) Schweinf.
- Kniphofia carinata C.H.Wright
- Kniphofia comosa Hochst.
- Kniphofia infundibularis Baker
- Kniphofia leichtlinii Baker
- Kniphofia leichtlinii var. distachya Baker
- Kniphofia micrantha Chiov. ex Chiarugi
- Tritoma leichtlinii (Baker) Carrière
- Tritoma maroccana May
- Tritoma pumila (Aiton) Ker Gawl.
- Tritomanthe pumila (Aiton) Link
- Veltheimia abyssinica DC.
- Veltheimia pumila (Aiton) Willd.[5]